# Varanopidae
Varanopidae (syn. Varanopsidae, Varanopseidae) – wymarła rodzina drapieżnych owodniowców. Tradycyjnie zaliczane do synapsydów; z badań Forda i Bensona (2019, 2020) wynika jednak, że mogły one należeć do diapsydów. Żyły od wczesnego permu, aż po początki późnego permu, przeżywając inne drapieżne pelykozaury. Nazwa związana jest z faktem, że swoim wyglądem i trybem życia przypominały współczesne waranowate, niebędące jednak z nimi blisko spokrewnione.

## Budowa
- Były to zwierzęta niewielkie i lekkiej budowy. Najwięksi przedstawiciele nie przekraczali 1,5 metra długości. Przeciętna długość wynosiła około 1 metra, przy czym formy późniejsze były mniejsze od wczesnych.
- Varanopidae nie posiadały żagli na grzbiecie, charakterystycznych dla pelykozaurów z rodziny Sphenacodontidae czy Edaphosauridae.
- Czaszki ich były delikatnej budowy, z powiększonymi otworami skroniowymi. Pod względem budowy wykazywały zaawansowane ewolucyjnie cechy: Były wydłużone i wąskie. Wyposażone były w długie szczęki z licznymi zębami. Zęby były zróżnicowane i posiadały przednie i tylne krawędzie tnące. Oczodoły umieszczone były w partii tylnej czaszki.

## Tryb życia
Były to zwierzęta drapieżne, być może rybożerne. Wraz ze zmniejszeniem rozmiarów ciała, zaczęły prawdopodobnie polować na owady.

## Pozycja systematyczna
W roku 1940 dwaj badacze, Romer i Price, doszli do wniosku, że Varanosauridae spokrewnione były z zaawansowaną ewolucyjnie rodziną Sphenacodontidae (obejmującą takie pelykozaury, jak Dimetrodon, Sphenacodon czy Haptodus), wysuwając nawet przypuszczenie, że z niej się bezpośrednio wywodziły. Obecnie, na podstawie pewnych dość pierwotnych cech czaszki i szkieletu, uważa się Varanopidae za najpierwotniejszą rodzinę eupelykozaurów. Mogły one, lub ich bliscy krewni, stanowić formy wyjściowe dla ewolucji rodzin Ophiacodontidae, Edaphosauridae i kladu Sphenacodontia.

## Taksonomia
- Rodzina Varanopidae:
  - Apsisaurus[4]
  - archeowenator[5]
  - Ascendonanus[6]
  - Pyozia[7]
  - Podrodzina Mycterosaurinae
    - Anningia
    - Elliotsmithia
    - Heleosaurus[8]
    - Mycterosaurus
    - Mesenosaurus
    - Microvaranops[6]

  - Podrodzina Varanodontinae
    - aerozaur
    - Ruthiromia
    - Tambacarnifex[9]
    - Varanodon
    - waranops
    - Watongia

Rodzaj Varanosaurus jest obecnie uznawany za przedstawiciela rodziny Ophiacodontidae.